# Ama (left may jezik)
Ama jezik (Sawiyanu; ISO 639-3: amm), papuanski jezik porodice arai-kwomtari, uže skupine Arai ili left May, kojim govori 475 ljudi (popis 1990.) iz plemena Ama u nekoliko sela južno od rijeke Sepik u provinciji East Sepik u Papui Novoj Gvineji. Sela u kojima se govori ovaj jezik su Ama (Wopolu I), Wopolu II (Nokonufa), Kauvia (Kawiya) i Yonuwai.

## Vanjske poveznice
- Ethnologue (14th)
- Ethnologue (15th)